# Honóriusz
A Honóriusz görög eredetű férfinév – Ονώριος –, aminek a jelentése megegyezik a Honorátusz névével: megtisztelt, tiszteletteljes. A latin Honorius magyaros átírása rövid o-val Honoriusz lenne. Női párja: Honória.

## Gyakorisága
Az 1990-es években a Honóriusz szórványos név, a 2000-es években nem szerepel a 100 leggyakoribb férfinév között.

## Névnapok
- január 16.[2]
- április 24.[2]
- szeptember 30.[2]

## Híres Honóriuszok
- I. Honoriusz pápa
- II. Honoriusz pápa
- III. Honoriusz pápa
- IV. Honoriusz pápa
- II. Honoriusz (ellenpápa)